# Galway (hrabstwo Saratoga)
Galway – wieś w Stanach Zjednoczonych, w stanie Nowy Jork, w hrabstwie Saratoga.